# Christoffer Aagaard Melson
Christoffer Aagaard Melson (16 de agosto de 1984, Vejle) é um político dinamarquês, membro do Folketing pelo partido político Venstre. Foi eleito para o parlamento nas eleições legislativas dinamarquesas de 2019.

## Carreira política
Melson foi membro do conselho municipal do município de Vejle de 2014 a 2021 e foi eleito para o Folketing em 2019, recebendo 7.550 votos.